# Antiblemma acclinalis
Antiblemma acclinalis là một loài bướm đêm thuộc họ Erebidae. Nó là loài bản địa của Antilles. It was introduced ở Hawaii to control Clidemia hirta. 
Ấu trùng ăn lá của young Clidemia hirta và Clidemia debilis.